# Dans la peau de Blanche Houellebecq
Pour plus de détails, voir Fiche technique et Distribution.
Dans la peau de Blanche Houellebecq est une comédie noire française écrite et réalisée par Guillaume Nicloux, sortie en 2024,.

## Synopsis
Michel Houellebecq est invité en Guadeloupe où se déroule un concours de sosies à son image qui est présidé par Blanche Gardin. Assez réticent à s'y rendre, il accepte cependant et part, accompagné de Luc, son assistant et garde du corps. Ce dernier profite de ce voyage pour régler une obscure et mystérieuse affaire avec des amis qu'il avait sur place. S'ensuivent de burlesques et rocambolesques épisodes qui verront Michel témoin d'un meurtre, attaché par des menottes à Blanche Gardin après avoir échappé à la police, ou sous l'emprise de champignons hallucinogènes. À cela s'ajoute un climat de revendications indépendantistes sur l'île qui va perturber le concours de sosies.

## Fiche technique
Sauf indication contraire, les informations mentionnées dans cette section peuvent être confirmées par les bases de données cinématographiques IMDb et Allociné,  présentes dans la section « Liens externes ».
- Titre original et francophone : Dans la peau de Blanche Houellebecq
- Réalisation et scénario : Guillaume Nicloux
- Musique : Christophe Chassol
- Décors : Olivier Radot
- Costumes : Anaïs Romand
- Photographie : Christophe Offenstein
- Montage : Guy Lecorne
- Son : Fanny Weinzaepflen, Thomas Desjonquères, Olivier Dö Huu
- Production : François Kraus et Denis Pineau-Valencienne
  - Production exécutive : Sylvain Monod
- Sociétés de production : Les Films du Kiosque
  - SOFICA : Palatine Etoile 20 & 21, LBPI 16, SG Image 2022, Cinéaxe 4, Cinécap 7, Cinémage 18, Arte-Cofinova 19
- Société de distribution : BAC Films (France)
- Pays de production :  France
- Langue originale : français
- Format : couleur
- Genre : Comédie noire
- Durée : 88 minutes
- Dates de sortie :
  - France : 26 février 2024 (avant-première à Paris), 13 mars 2024 (sortie nationale)

## Distribution
- Blanche Gardin : elle-même
- Michel Houellebecq : lui-même
- Luc Schwarz : Luc, l'ami et garde du corps de Michel
- Franck Monier : Frank
- Jean-Louis Gautier : Cornelius, le chauffeur à la limousine
- Gaspar Noé : lui-même (caméo)
- Françoise Lebrun : elle-même (caméo)
- Jean-Pascal Zadi : lui-même (caméo)
- Francky Vincent : lui-même (caméo)
- Nathaly Coualy : elle-même
- Yann « Ichon » Bella Ola : un juré
- Céline Loco : une jurée
- Jacqueline Balthus : une jurée
- Elise Cresson : la jurée blonde
- Vincent Volkoff : Vincent, l'assistant de Michel
- Majid Mounsif : le sosie de François Hollande

## Production
Il s'agit du troisième film de Guillaume Nicloux dans lequel celui-ci fait jouer Michel Houellebecq dans son propre rôle, après L'Enlèvement de Michel Houellebecq et Thalasso.